# ГЕС Sønnå L
ГЕС Sønnå L – гідроелектростанція на півдні Норвегії за вісім десятків кілометрів на північний схід від Ставангеру. Знаходячись після ГЕС Сторліватн (48 МВт, первісно була відома як Сауда IV), становить нижній ступінь однієї з гілок гідровузла у сточищі річки Saudavassdraget, яка тече до Saudafjorden – північного відгалуження Sandsfjorden, котрий в свою чергу є північно-східною затокою великого фіорду Boknafjorden (виходить до Північного моря між Ставангером та Гаугесунном).
Станція використовує в своїй роботі створене на Saudavassdraget водосховище Storlivatnet, яке має корисний об’єм 9,7 млн м3, що забезпечується коливанням рівня поверхні між позначками 240,7 та 253,2 метра НРМ. Його утримує перша в Норвегії бетонна аркова гребля висотою 30 метрів та довжиною 72 метра. В 1930 році на ресурсі із Storlivatnet почала роботу ГЕС Сауда III, котра мала потужність 66,5 МВт та пропрацювала до 2008-го, коли була замінена новою ГЕС Sønnå L.
Живлення Sønnå L відбувається за допомогою прокладеного по лівобережжю Saudavassdraget дерваційного тунелю довжиною 7,3 км, який на своєму шляху отримує додатковий ресурс із водозаборів на притоках головної річки Breidkvamselva та Bekk raundalen (можливо відзначити, що на них також наявні розташовані на вищому рівні водозабори ГЕС Sønnå H). 
Основне обладнання станції становить одна турбіна типу Френсіс потужністю 62,5 МВт, яка використовує напір у 253 метра та забезпечує виробництво 381 млн кВт-год електроенергії на рік (можливо відзначити, що раніше через станцію станція Сауда ІІІ також проходив ресурс, відпрацьований ГЕС Сауда І, яку наразі замінили на згадану вище Sønnå H).
Відпрацьована вода по відвідному тунелю довжиною менше за 1 км транспортується до Saudafjorden.